# Міжштатна автомагістраль 26
Міжштатна автомагістраль 26 (Interstate 26, I-26) — головний маршрут системи міжштатних автомагістралей на південному сході США. Номінально зі сходу на захід, як вказано парним номером, I-26 пролягає від перехрестя US 11W і US 23 у Кінгспорті, штат Теннессі, зазвичай на південний схід до US 17 у Чарлстоні, Південна Кароліна. Ділянка від Марс-Хілл, штат Північна Кароліна, на схід (за компасом на південь) до I-240 в Ешвіллі, штат Північна Кароліна, має знаки, які вказують на МАЙБУТНЮ I-26, оскільки шосе ще не відповідає всім стандартам міжштатних автострад.
На північ від Кінгспорта, US 23 продовжується до Портсмута, штат Огайо, як Коридор B Система автомагістралей розвитку Аппалачів, і далі до Колумбуса, як Коридор C. У поєднанні з коридором Колумбус-Толідо в Огайо, утвореним I-75, US 23, і SR 15, I-26 є частиною переважно високошвидкісного шосе з чотирма або більше смугами руху від Великих озер до Атлантичного узбережжя в Чарлстоні, Південна Кароліна.